# حلبة بول ريكارد

مسار الحلبة

حلبة بول ريكارد (بالفرنسية: Circuit Paul-Ricard)‏ هي حلبة سباق لرياضة المحركات الآلية تقع بالقرب من مارسيليا في فرنسا. استضافت أحداث مثل جائزة فرنسا الكبرى، سباق الجائزة الكبرى للدراجات النارية وبطولة العالم لسيارات السياحة. يبلغ طولها 	5.861 كم.